# 尼科爾半島
67°47′S 67°6′W / 67.783°S 67.100°W
尼科爾半島是南極洲的半島，位於葛拉漢地西部，分隔多格斯萊格灣和斯奎爾灣，以英國探險隊設在阿根廷群島的基地領導命名。